# حصار بغداد (812–813)
حِصار بَغْدَاد (812-813) هو آخر الأحداث العسكريَّة الدامية من الفِتنة الرَّابعة التي اندلعت بين الخليفة الأمين وأخيه المأمون بعد انتقاض الخليفة لوصية والدهِما هارُون الرَّشيد في ترشيح المأمُون للخِلافة من بعد الأمين.
استمر الحصار من أغسطس 812 حتى سبتمبر 813. وقد وصف المُؤرِّخ الطَّبري الحصار بتفصيل كبير في كتابه الشهير تاريخ الأنبياء والملوك.

## المعارك الأولية في الطريق إلى بغداد
بعد هزيمة جيش الخليفة الأمين في معركة الري (811) ومقتل قائده المُهم علي بن عيسى بن ماهان، كانت جيوش الأمين تتراجع متجهة غربًا من الجبال إلى العراق عائدة إلى مواقعها. وبناءً على ذلك، قرر قائد جيش المأمُون طاهر بن الحسين، والمنتصر في معركة الري، مُطاردة الجيش الأميني المنسحب. لكن التعزيزات وصلت من بغداد بقيادة عبد الرحمن بن جبلة. وقرر عبد الرحمن تحصين نفسه خلف أسوار وأبواب مدينة همذان. ولكن عندما اقترب طاهر بن الحسين من المدينة، قرر عبد الرحمن الخروج ومواجهة هذا التهديد وجهاً لوجه. تم إرجاع عبد الرحمن مرتين إلى المدينة. ثم بدأ طاهر حصارًا للمدينة وبدأت قوات عبد الرحمن في إطلاق السهام وإلقاء الحجارة من أسوار المدينة. في النهاية اضطر عبد الرحمن إلى المغادرة وطلب الشروط بسبب استياء أهل همدان من الحصار وسرعة استنفاد الإمدادات.
أدرك طاهر بن الحسين أن عبد الرحمن بن جبلة قد غادر المدينة، فقرر عدم إضاعة المزيد من الوقت في همذان وسار غربًا نحو العاصِمة العبَّاسية بغداد. وفي طريقه وصل إلى معبر اسمه أسد آباد، حيث تعرض جيشه لكمين من عبد الرحمن بن جبلة. وقد فاجأ الهجوم المفاجئ قوات طاهر لكونهم أخذوا الأمان منه. ولكن لأن الجيش كان منضبطًا جيدًا، تمكن المشاة من صدهم حتى أصبح فرسان طاهر بن الحسين جاهزين للهجوم. وفي الارتباك الذي أعقب ذلك قتل عبد الرحمن بن جبلة الذي نزل عن جواده وهُزم مع بقايا جيشه.
وبعد تأخير قصير بدأ طاهر بن الحسين مسيرته نحو بغداد مرة أخرى. وقد وصلت أنباء هزيمة علي بن عيسى بن ماهان الأول والآن عبد الرحمن بن جبلة إلى الخليفة الأمين والذي صُدم وحزن بشدَّة لفقد أهم قادته. وبدا لأهل بغداد والخليفة أن طاهر بن الحسين وجيش المأمُون لا يمكن إيقاف زحفِهم. ومع ذلك فقد أبدى أهل الأهواز بقيادة محمد بن يزيد المُهلَّبِي مقاومة شرسة لجيوش طاهر بن الحسين. إلا أن المُهلَّبِي تعرَّض للهزيمة، وبسبب ذلك، فقد وصل طاهر إلى أبواب بغداد وفي الوقت المناسب أيضاً حيث وصلت تعزيزاته بقيادة هرثمة بن أعين.

## الحصار

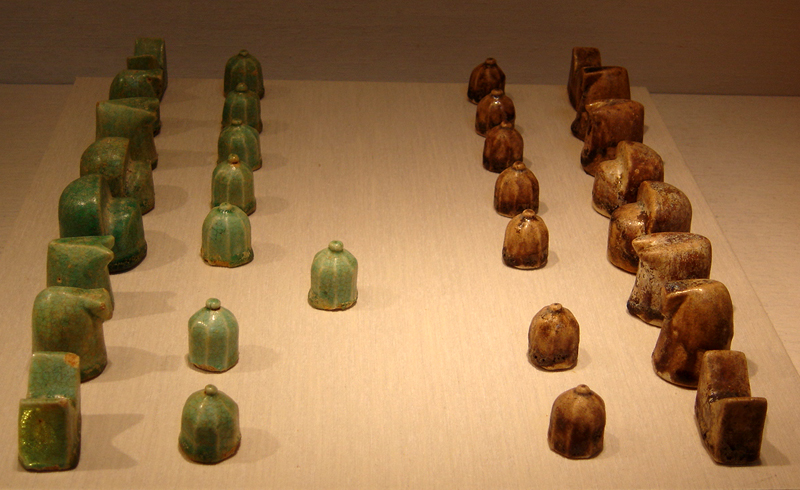
تزعم قصة مُلفقة أنه في مرحلة حرجة من حصار بغداد من قبل القوات المأمُونيَّة، تلقى الخليفة الأمين رسالة خلال لعبة الشطرنج. وقال الرسول إن الاستيلاء على بغداد كان وشيكاً، ونصحه بأن هذا ليس الوقت المناسب للعب الشطرنج، بل للنظر إلى دفاعات المدينة. وقال الأمين للرسول اصبر؛ فقد كان على بعد خطوات قليلة فقط من هزيمة خصمه في اللُّعبة. ولا يُعرف كيف انتهت مباراة الشطرنج، ولكن تم القبض على الأمين ودفع حياته ثمناً لتركيزه كما يُشاع.

لم يكن للحصار مثيل في الحروب في ذلك الوقت. على الرغم من أن المدينة كانت محاطة بالأسوار، إلا أن معظم السكان عاشوا في ضواحي لم تكن مُسوَّرة. لذلك لم يكن الحصار هجومًا على محيط محصن، بل كان قتالًا في الشوارع، وغزوًا من منزل إلى منزل، بالإضافة إلى تحصينات مرتجلة مؤقتة. لقد كانت آثار الحرب مدمرة للغاية وخاصة بالنسبة للسكان المدنيين. وعلى الفور، أمر طاهر بن حسين القادة الآخرين وهم زهير بن المسيب الضبي و القائد المُخضرم هرثمة بن أعين بإقامة معسكرات في قصر رقَّة كُلواذة ونهربين على التوالي، بينما أقام معسكرًا عند بوابة الأنبار . ونصبوا آلات الحصار والمناجيق وحفروا الخنادق لأجلها. ومن المعروف أن كلا الجانبين استخدما أسلحة الحصار. وفي مرحلةٍ ما، استخدم أحد جنرالات الأمين المعروف باسم السمرقندي القوارب لنقل المنجنيق على نهر دجلة وقصف مواقع العدو في ضواحي بغداد، مما أدى إلى إلحاق أضرار كبيرة بالسكان المدنيين مقارنة بالمحاصرين. وقد دارت عدة معارك شرسة، مثل معركة قصر الأمين في قصر حلية، ودرب الهجرة، وباب الشمَّاسية. وفي المراحل اللاحقة من الحصار، جاء الجنود غير النظاميين لمساعدة الأمين.
ومع تفاقم الأمور ودخول طاهر بن الحسين إلى المدينة، سعى الأمين للتفاوض بشأن خروج آمن. وافق طاهر بن الحسين على مضض على شرط أن يسلم الأمين صولجانه وختمه وشارات أخرى لمنصب الخليفة إليه. وحاول الأمين، المتردد في القيام بذلك، المغادرة على متن قارب نحو هرثمة بن أعينبعد أن اتفق معه، إلا أن طاهر اكتشف الخديعة، وعلِم بأمر القارب، فأرسل رجاله وراء الخليفة الذي تم أسره وإحضاره إلى غرفة حيث تم إعدامه في يوم 25 سبتمبر 813 م. ووضع رأسه على باب الأنبار. وأرسل طاهر رأسهُ مع الصولجان والخاتم والبردة والشَّارات الأخرى إلى الخليفة الجديد المأمُون يبلغه فيها بقبض الأمين وإعدامه ويُظهر لهُ حالة السلام التي نتجت عن ذلك في بغداد.

## ما بعد الحصار

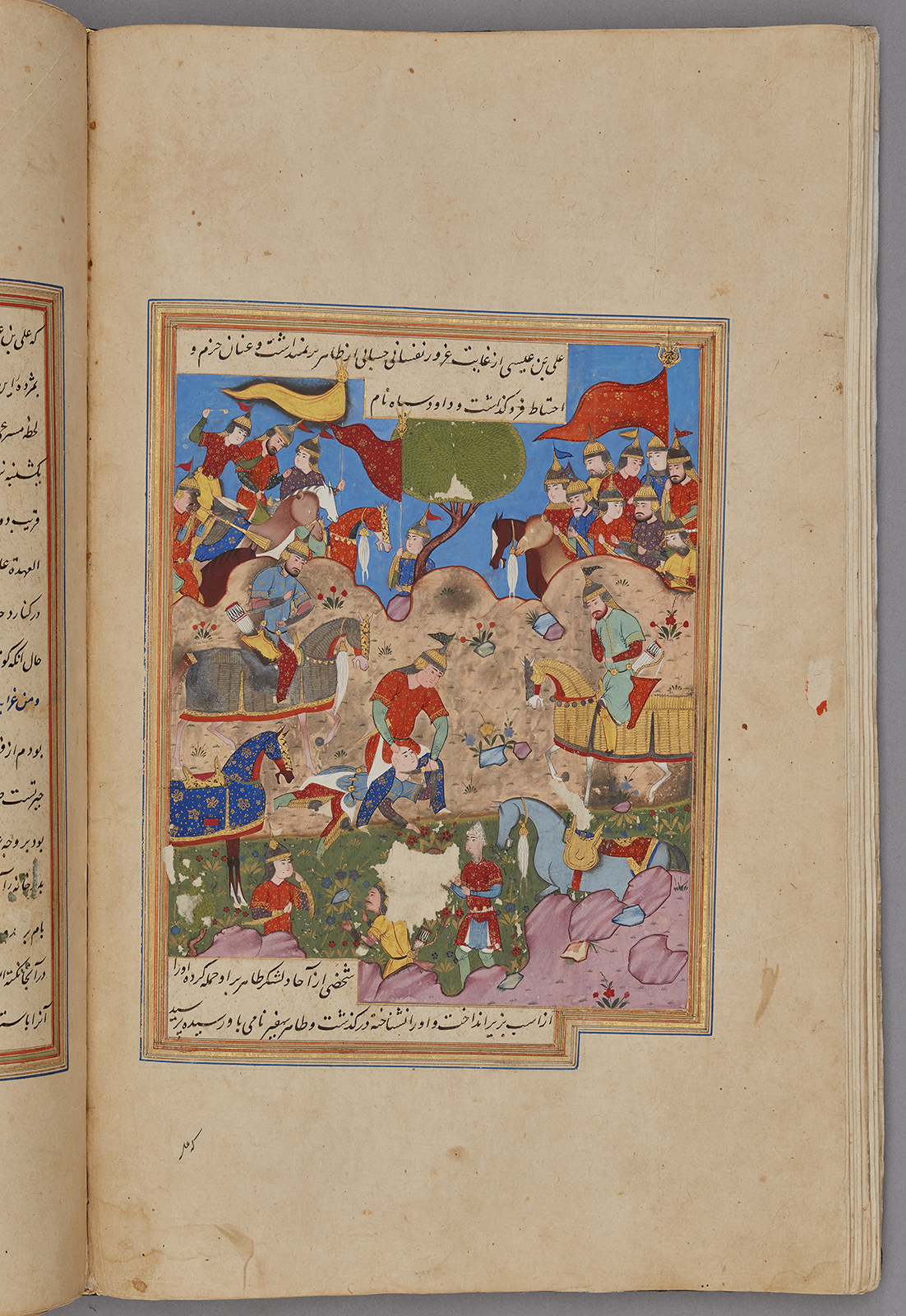
مُنمنة فارسيَّة تُمثل انتصار المأمون على الأمين.

كانت النتيجة النهائية للحصار والحرب الدَّامية أن أصبح المأمون الخليفة العباسي الجديد. ومع ذلك، لم يصل إلى بغداد حتى عام 819 بسبب الدمار والاضطرابات المستمرة في المدينة.

## ملحوظات
1. 1 2 3 4 5  Fishbein (1992), pp. 197–202
2. 1 2 3 4 5 6  Kennedy (2001), p. 109
3. ↑  "Saudi Aramco World : The Game of Kings". مؤرشف من الأصل في 2023-12-23.